# طاقة شمسية نشطة

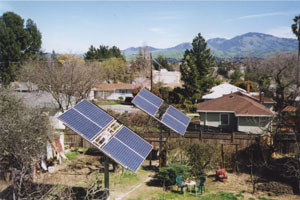
قد تكون أجهزة تعقب الطاقة الشمسية مدفوعة بتكنولوجيا الطاقة الشمسية النشطة أو السلبية

انظمة تسخين المياة بالطاقة الشمسيه تستخدم مضخات أو مراوح لتدوير السوائل غالبا بواسطة خليط من الماء والجليكول لمنع التجمد خلال الشتاء أو الهواء من خلال مجمعات الطاقة الشمسية وبالتالي يتم تصنيفها ضمن تقنية الطاقة الشمسية النشطة.
تتمثل بعض الفوائد الأساسية للأنظمة النشطة في امكانية استخدام ادوات التحكم التي (عادة ما تكون كهربائية) لزيادة فعاليتها. مثل، لن تبدأ مجموعة حرارية شمسية سلبية لاتعتمد على المضخات وأجهزة الاستشعار في الدوران الا عندما تتراكم كمية معينة من الطاقة الداخلية في النظام. باستخدام المستشعرات والمضخات، يمكن لكمية صغيرة نسبيا من الطاقة. أي تلك المستخدمة لتشغيل المضخة ووحدة التحكم ان تحصد قدرا أكبر بكثير من الطاقة الحرارية المتاحة عن طريق التبديل بمجرد وجود فارق مفيد في درجة الحرارة.تسمح الضوابط أيضا بمجموعة أكبر من الخيارات لاستخدام الطاقة التي تصبح متاحة.مثل يمكن لمجموعة حرارية شمسية تسخين حمام السباح في صباح بارد نسبيا حيث يكون تسخين اسطوانة الماء الساخن المنزلي غير عملي بسبب درجات حرارة المياة المخزنة المتلفة. في وقت لاحق من اليوم مع ارتفاع درجة الحرارة، يمكن استخدام ادوات التحكم لتحويل المياة المسخنة بالطاقة الشمسية إلى الاسطوانه بدل ذلك.
تشمل عيوب أنظمة الطاقة الشمسية النشطة أن مصادر الطاقة الخارجية يمكن أن تفشل (ربما يجعلها غير مجدية) وأن عناصر التحككم تتطلب الصيانة.
يتم تثبيت معظم مجمعات الطاقة الشمسية في وضع المصفوفة الخاص بها، ولكن يمكن أن يكون لها أداء أعلى إذا تتبعوا مسار الشمس عبر السماء (ولكن من غير المعتاد أن يتم تركيب المجمعات الحرارية بهذه الطريقة). قد تكون اجهزة تعقب الطاقة الشمسية، المستخدمة لتوجية المصفوفات الشمسية، مدفوعة اما بتقنية سلبيه أو نشطة، ويمكن ان يكون لها مكاسب كبيرة في انتاجية الطاقة على مدار عام عند مقارنتها بمصفوفة ثابته. مرة أخرى، يعتمد التتبع الشمسي السلبي على الخصائص الديناميكية الحرارية المتاصلة للمواد المستخدمة في النظام بدلا من مصدر الطاقة الخارجي لتوليد حركة التتبع الخاصة به. يستخدم التعقب الشمسي النشيط اجهزة استشعار ومحركات لتتبع مسار الشمس عبر السماء. يمكن ان يحدث هذا الاجراء بسبب البيانات الجغرافية والوقت التي تتم برمجتها في الضوابط. ومع ذلك، فان بعض الانظمة تتعقب في الواقع النقطة الأكثر سطوعا في السماء باستخدام مستشعرات الضوء ويدعي المصنعون ان هذا يمكن ان يضيف عائدا اضافي كبير بالإضافة إلى التتبع الجغرافي.
أمثلة سلبية: شجرة أمام النوافذ (شجرة نفضية).

أمثلة نشطة: المجمعات - التخزين - النوبات.

## روابط خارجية
- Active solar tracking systems explained